# HTPC
HTPC es la sigla de Home Theater Personal Computer, que puede traducirse como Computadora personal de cine en casa.
El HTPC está pensado para ofrecer entretenimiento multimedia en el salón de casa. Esto requiere diversas adaptaciones a la típica computadora de escritorio:
- Debe ser silencioso.
- Debe tener una carcasa más propia de electrodoméstico que de computadora personal / ordenador personal, o al menos, pasar desapercibido.
- No tiene teclado ni mouse/ratón (al menos, de manera permanente).
- Cuenta con un mando a distancia por infrarrojos o radiofrecuencia.
- Puede tener una pequeña pantalla LCD para mostrar información básica.
- Suele tener una tarjeta de captura de televisión.
- Debe disponer de sonido digital 5.1 o 7.1.
- Debe disponer de soporte nativo para la reproducción de contenido en alta definición, como lo son 720p o 1080p. La extensión más utilizada dentro de un HTPC es MKV Matroska seguida por MP4 y WebM.

Por estos motivos suele tratarse de ordenadores pequeños: barebones o equipos con placas base mini-itx o micro-atx.
Existe multitud de software multimedia para estos equipos, que generalmente cumplen estas funciones:
- Biblioteca y reproductor de música (CD, MP3, etc.).
- Reproductor de video, DVD y Blu-ray.
- Visualizador de álbumes fotográficos.
- Grabación de programas de televisión

Otras funciones auxiliares son:
- Lanzador de videojuegos, generalmente emuladores de videoconsolas.
- Navegador Web.